# Acevedo (apellido)

Escudo de armas del apellido Acevedo.

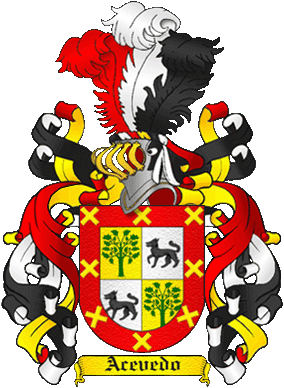
Blasón español de Acevedo. Cuartelado. 1.º y 4.º en campo de oro, un acebo de sinople. 2.º y 4.º en campo de plata, un lobo de sable. En borde de gules, ocho sotueres de oro.

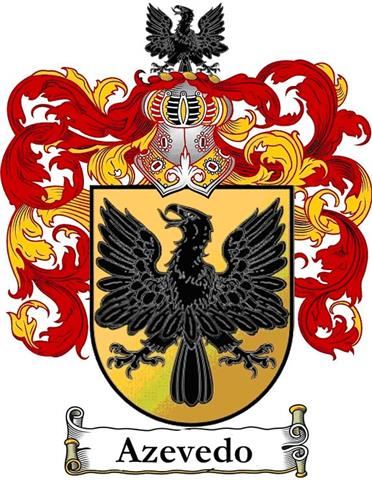
Blasón portugués de Azevedo. En campo de oro, un águila de sable.

Acevedo es un apellido toponímico de origen portugués, su grafía original es Azevedo y al pasar a España cambió a Acevedo o Acebedo; esta última grafía con mucho menos frecuencia. También deriva en De Azevedo, D'Azevedo, De Acevedo y D'Acevedo. Este apellido tiene blasón español y portugués. En España tiene blasón en Castilla, Boñar, Navarra y Galicia. En Portugal tiene blasón en su ciudad homónima.
La palabra Acevedo hace referencia a un bosque de acebo.

## Origen
Existen diversas teorías sobre este apellido: Una de ellas nos cuenta sobre Arnaldo de Spoleto, un hijo de Guido destituido de su reino que viajó hasta la actual ciudad de Oporto, en Portugal, para ayudar al rey de León a combatir contra los moros y fue tal su bravura en el combate que le fueron otorgados los terrenos que hoy conocemos como Azevedo y Baião. También se ha mencionado que Arnaldo era gascón, esto por un error de traducción, donde se tradujo Baião como Bayán, y Arnaldo de Baião como Arnaldo de Bayán o Bayona. Incluso se ha mencionado que este noble señor era de origen godo. Sin embargo, hasta ahora son teorías que carecen de verosimilitud.
Lo más probable es que Arnaldo de Baião haya sido, en realidad, Arualdo Gondesendes de Baião, nieto de Suero Gundesíndez (en portugués: Soeiro Gondesendes) y este último, a su vez, nieto de Ero Fernández.

## Frecuencia del apellido
Las ciudades españolas donde más se registra este apellido son Sevilla y Madrid. También está registrado en países latinoamericanos como Chile, Colombia, Argentina y Puerto Rico. Sin embargo, no se encuentra entre los apellidos más frecuentes. Asimismo, en Brasil se encuentra registrado con su grafía original: Azevedo.

## Personajes famosos
Se dice que el primer hombre en avistar el Nuevo Mundo llevaba por apellido Acevedo. Se trata de Rodrigo Pérez de Acevedo, más conocido como Rodrigo de Triana. Si bien su verdadero nombre de pila aún está en discusión; en el municipio de Lepe, de la provincia de Huelva, afirman que el verdadero nombre era Rodrigo Pérez de Acevedo, quien aparece en su escudo municipal.
Otros personajes famosos con el apellido Acevedo son: 
- José Acevedo y Gómez, político y Militar Colombiano, célebre por su participación en la emancipación americana frente al Imperio español.
- Rebecca Acevedo de Vargas, botánica chilena.
- Pablo Blanco Acevedo, abogado, historiador y político uruguayo.
- Jorge Luis Borges Acevedo, escritor argentino, y uno de los autores más destacados de la literatura del siglo XX.
- Vicente María de Acevedo, militar español.
- Javiera Acevedo, actriz y animadora chilena.
- Juan Acevedo Fernández de Paredes, dibujante de historietas peruano.
- Juan Bautista Acevedo, religioso y hombre de estado español.
- Ángela de Acevedo, escritora portuguesa.
- Fernando de Acevedo, eclesiástico y hombre de estado español.
- Gaspar de Zúñiga Acevedo y Velasco, noble español, V conde de Monterrey